# Slovenska gospodinja
Slovenska gospodinja je bil časnik, ki je izhajal od leta 1905 do 1914. Od junija 1909 je bil priloga časniku Naš list. Urednica je bila Minka Govekar.

## Vir
- Splošno žensko društvo 1901-1945, od dobrih deklet do feministk (COBISS), str. 269.